# مویرا پلاکی
مویرا پلاکی (انگلیسی: Moira Placchi؛ زادهٔ ۱۴ مارس ۱۹۷۰) بازیکن فوتبال اهل ایتالیا است.
وی همچنین در تیم ملی فوتبال زنان ایتالیا بازی کرده‌است.